# Liolaemus nigroviridis
Liolaemus nigroviridis — вид ігуаноподібних ящірок родини Liolaemidae. Ендемік Чилі.

## Поширення і екологія
Liolaemus nigroviridis мешкають в Центральному Чилі, в регіонах Вальпараїсо, Сантьяго і О'Хіггінс. Вони живуть на скелястих гірських схилах, місцями порослих чагарниками. Зустрічаються на висоті від 1550 до 3370 м над рівнем моря. Є живородними і всеїдними.